# Hermann Merchel
Hermann Merchel (* 22. Februar 1937; † 2. Juli 2025) war ein deutscher Fußballspieler.

## Karriere
Torwart Merchel wechselte 1958 von Wattenscheid 09 zu Schwarz-Weiß Essen und war für den Verein bis 1975 im Einsatz – mit Ausnahme der Saison 1970/71. Er begann 1958/59 in der 2. Oberliga West und beendete seine Premierensaison als Zweitplatzierter hinter Hamborn 07. Dadurch stieg SW Essen in die Oberliga West auf, in eine von fünf Staffeln der damals höchsten deutsche Spielklasse. Diese konnte er vorerst nur ein Jahr genießen, da er mit der Mannschaft als Letzter von 16 Vereinen in die 2. Oberliga West absteigen musste. Aus dieser kehrte er als Meister 1961 und gemeinsam mit Fortuna Düsseldorf ins Oberhaus wieder zurück. Die letzten beiden Oberligaspielzeiten, vor Gründung der Bundesliga als höchste deutsche Spielklasse, schloss er mit seiner Mannschaft als Viert- und Siebtplatzierter ab.
Von 1963 bis 1970 spielte er dann in der zweitklassigen Regionalliga West. Mehrfach sah es so aus, dass seine Torwartkarriere verletzungs- und altersbedingt beendet sein würde. Die ersten drei Spielzeiten als Dreizehnter, Neunter und Siebter platziert, gelang SW Essen zum Saisonabschluss 1966/67 nunmehr der zweite Platz, der zur Teilnahme an der Aufstiegsrunde zur Bundesliga berechtigte. Doch die Gruppe 1 schloss er mit seiner Mannschaft als Zweitplatzierter ab, einen Punkt hinter Aufsteiger Borussia Neunkirchen. In den folgenden drei Spielzeiten belegte er mit seiner Mannschaft die Plätze sieben, sechs und fünf, danach wechselte er zum VfL Kray in die Bezirksliga. Nach nur einer Saison kehrte er zu Schwarz-Weiß Essen zurück. 1973 ist er mit 36 Jahren der älteste Torwart im bezahlten deutschen Fußball. Er beendete seine aktive Fußballerkarriere mit Ablauf der Saison 1972/73, blieb aber der Reservemannschaft als Torwart erhalten. 1975 erreichte Merchel mit der Reserve von SW Essen die Endrunde der Deutschen Amateurmeisterschaft, ehe er mit 38 Jahre die Torwarthandschuhe endgültig an den Nagel hängte.
Für Schwarz-Weiß Essen bestritt er zwischen 1963 und 1973 (mit Unterbrechungen und verschiedenen Re-aktivierungen nach mehreren selbst-erklärten Karrierebeendigungen) insgesamt 213 Regionalligaspiele, hinzu kamen 44 Oberligaspiele, sieben Aufstiegsspiele und ebenso viele im DFB-Pokal-Wettbewerb.
Über das am 16. August 1959 mit 6:3 bei Hertha BSC gewonnene Ausscheidungsspiel, gelangte er ins Halbfinale, das am 12. Dezember beim – bis dahin dreieinhalb Jahre ohne Heimniederlage gebliebenen – Hamburger SV sensationell mit 2:1 nach Verlängerung ebenfalls gewonnen wurde. Er, der sich in der 116. Minute eine Kopfverletzung zugezogen hatte, wurde die letzten vier Minuten im Tor von Abwehrspieler Karlheinz Mozin vertreten. Mit dem am 27. Dezember im Kasseler Auestadion mit 5:2 gegen Borussia Neunkirchen gewonnenen Finale, gelang ihm und seiner Mannschaft der größte sportliche Erfolg.
1966/67 bestritt er noch einmal drei DFB-Pokalspiele und 1969/70 sein letztes, das am 22. April 1970 im heimischen Uhlenkrugstadion mit 1:2 gegen Borussia Dortmund verloren wurde.
Am 2. Juli 2025 verstarb Hermann Merchel im Alter von 88 Jahren.

## Trivia
Merchel trug gerne bunte, gestrickte Torwartpullover – damals ungewöhnlich. Dies brachte ihm den Spitznamen Kasper ein. 1973 erschien er, mittlerweile 36 Jahre alt, verkleidet als gebeugter, alter Mann mit Frack und Zylinder zum Saison-Auftakttraining.

## Erfolge
- DFB-Pokal-Sieger 1959